# Уфимская кирха
Кирха — лютеранская церковь в городе Уфе возле Солдатского озера и парка имени И. Якутова; религиозно‑культурный центр лютеран города, памятник истории и архитектуры.

## Описание
Одноэтажное кирпичное здание. Имеет декоративные элементы, характерные для европейской архитектуры романского периода. Кирхе присущи строгие формы, восходящие к готике и барокко, аскетичное внутренне убранство, соответствующее лютеранскому вероучению.

## История
Построена в 1909–1910 годах на Самарской (Малой Бекетовской) улице (ныне — улица Белякова) по распоряжению уфимского губернатора А. С. Ключарёва на средства уфимской благотворительницы А.-Е. Л. Фек: одноэтажное кирпичное здание, крытое железом, в которой имелись три иконы, деревянная и мельхиоровая утварь, фисгармония. 
Открыта 31 января 1910 года, обряд освящения совершил самарский пастор фон Энгельгард. К 1911 году причт состоял из одного пастора, приход составляли переселенцы — 95 немцев, 26 латышей, 12 эстонцев и один русский; богослужение проводилось на немецком, латышском и эстонском языках.
В начале 1920‑х годов здание национализировано. В 1927 году по договору с административным отделом НКВД Башкирской АССР передано Уфимскому евангелическо‑лютеранскому обществу в бессрочное и бесплатное пользование. В  июле 1930 года договор расторгнут, здание передано Уфимскому паровозоремонтному заводу (ныне — Уфимский тепловозоремонтный завод).
В 1980–1990‑е годы в здании размещался продовольственный склад, в 1989 году — перестроено.
В августе 2000 года здание возвращено верующим евангелическо-лютеранской общине города Уфы, в 2008–2012 годах восстановлен исторический облик.

## Пасторы
В 1910–1917 годах — И. Недель, с 2000 года — Г. Т. Миних.

## Галерея

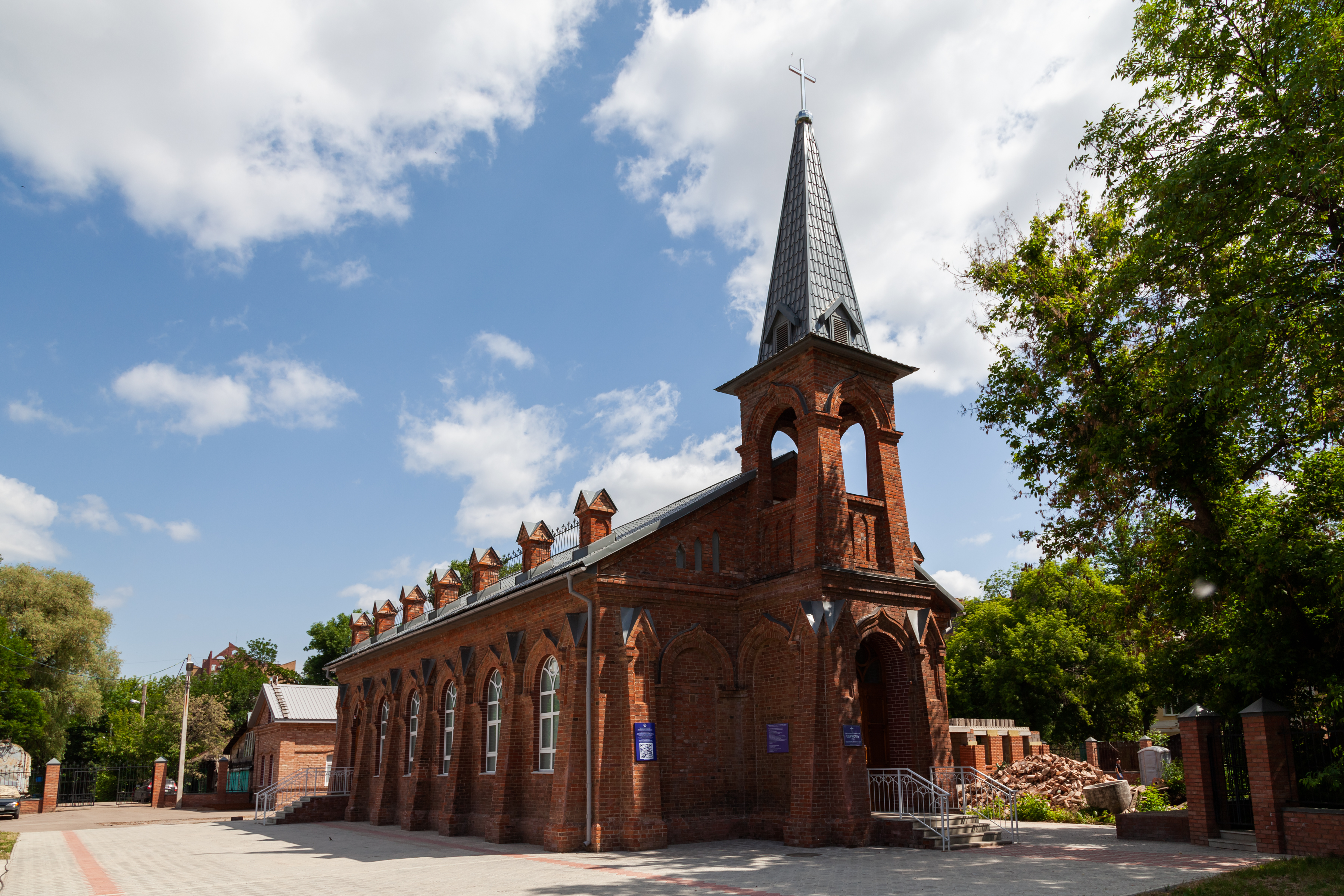
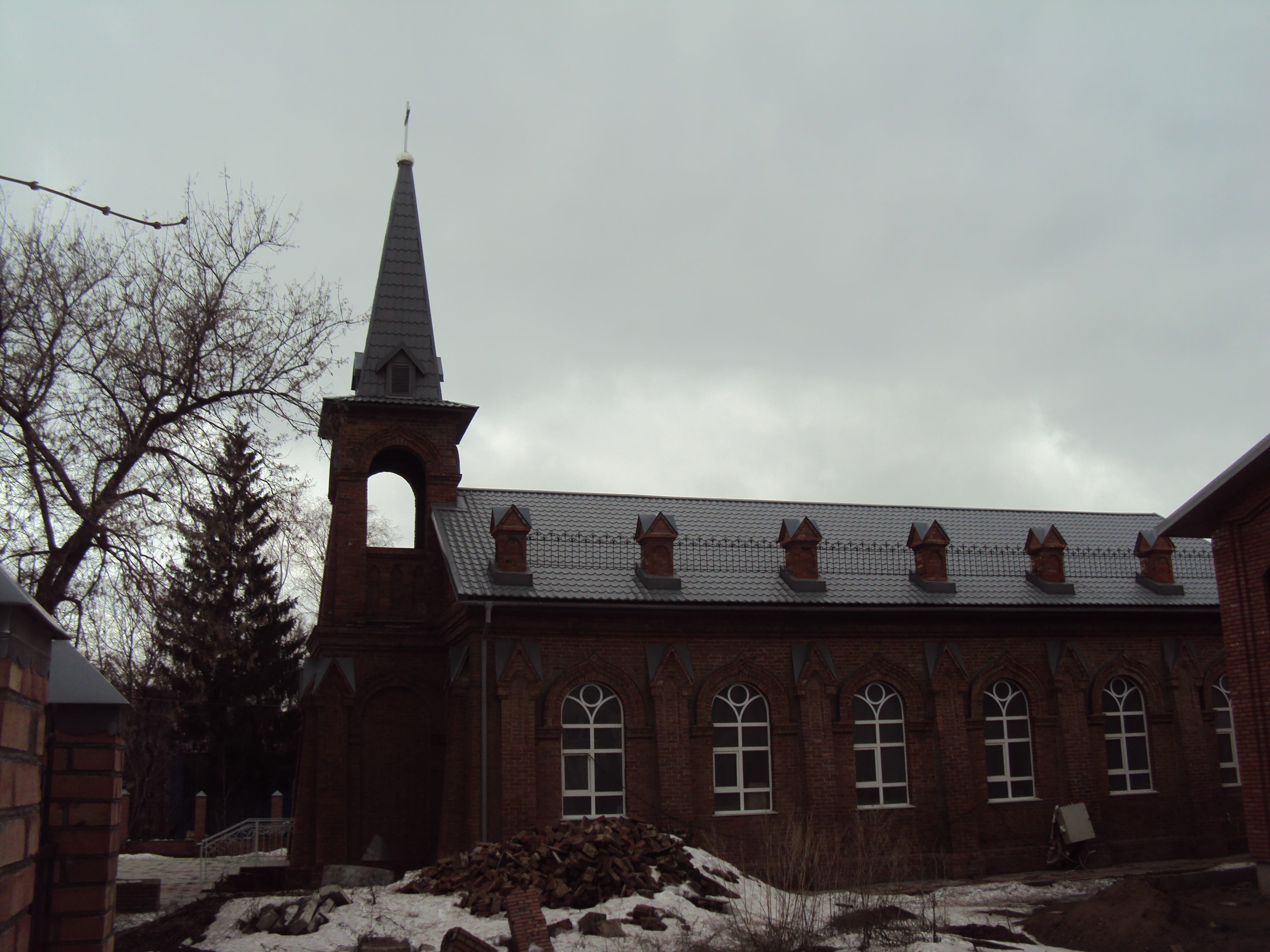
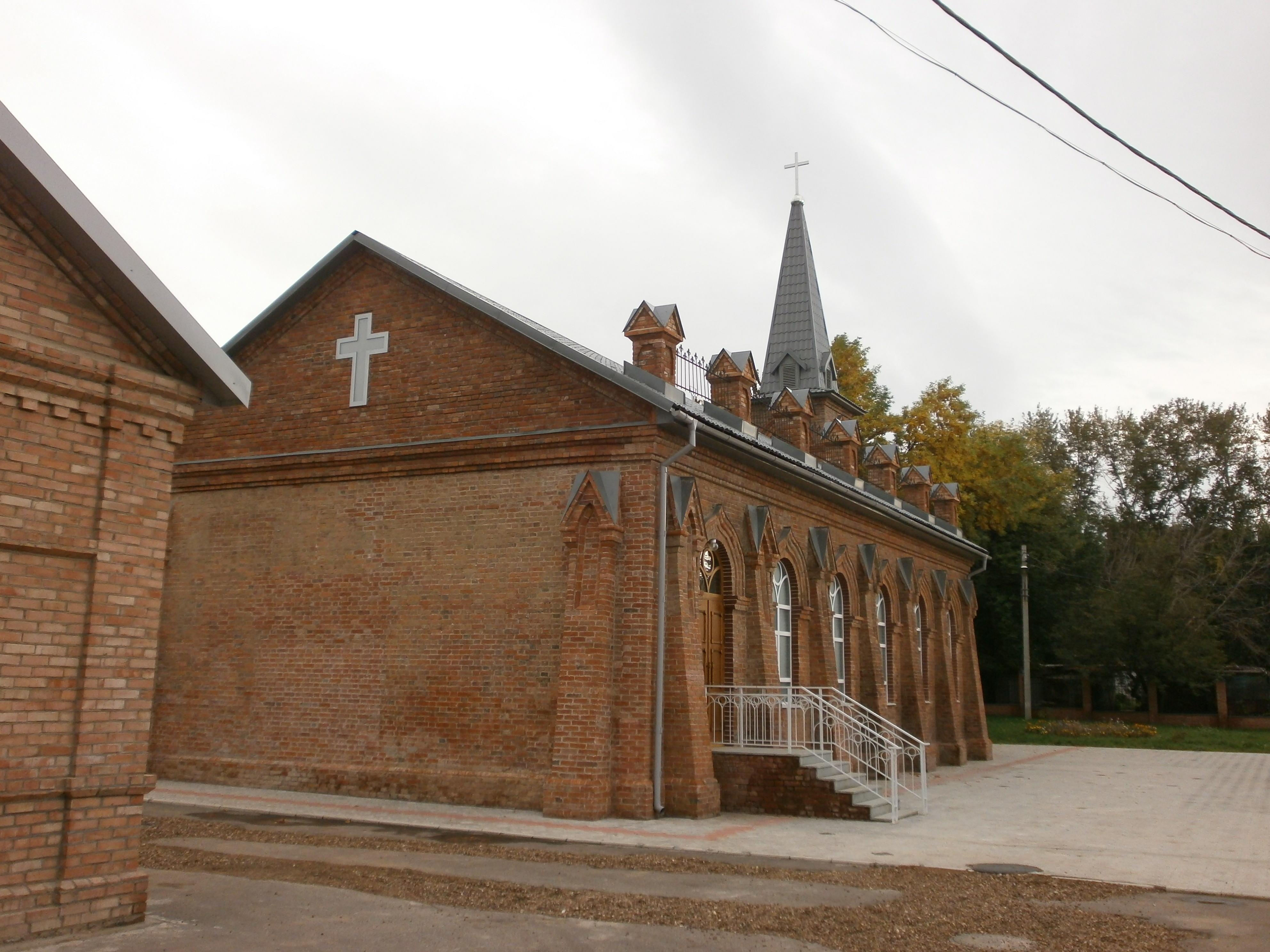
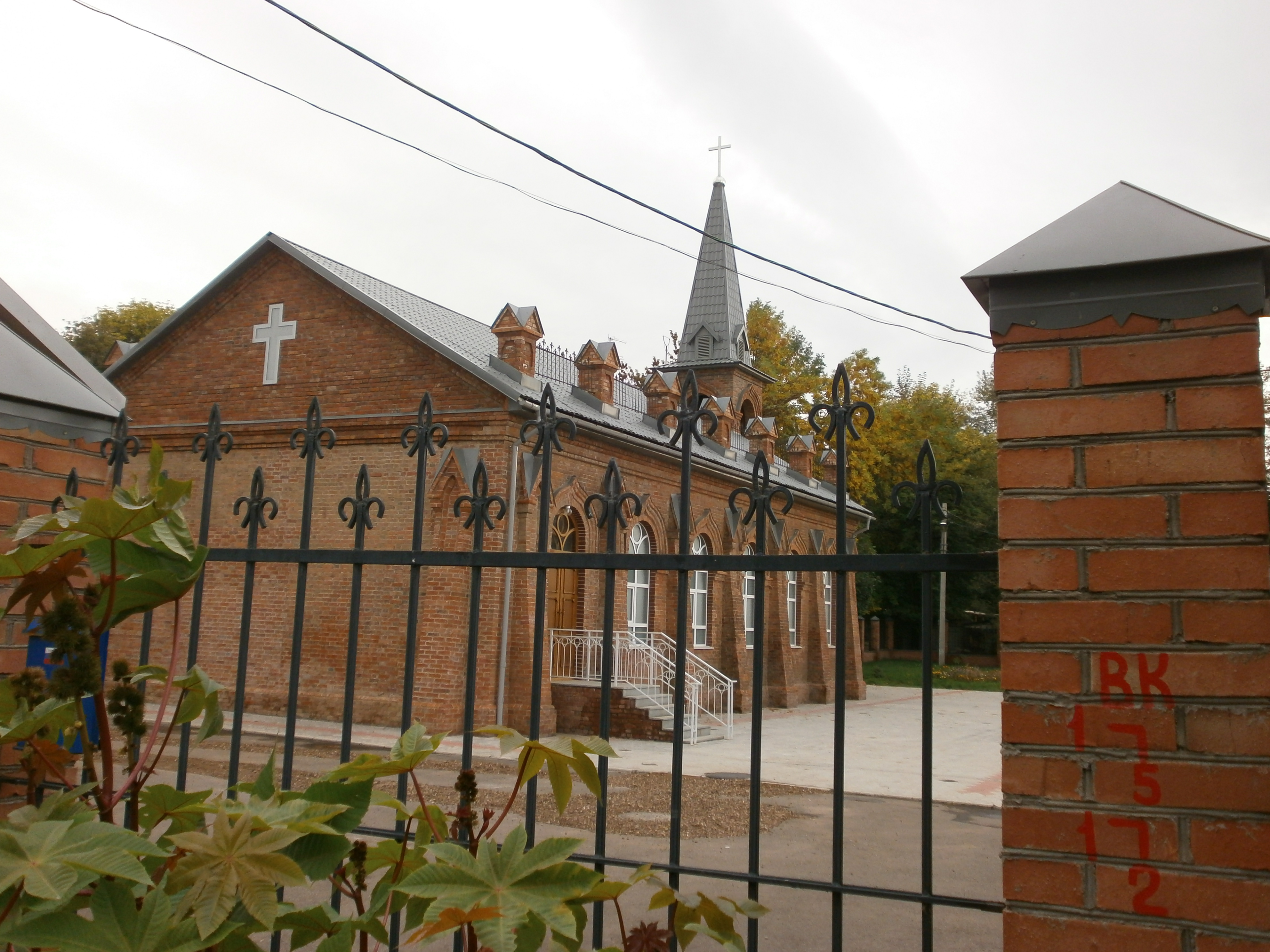
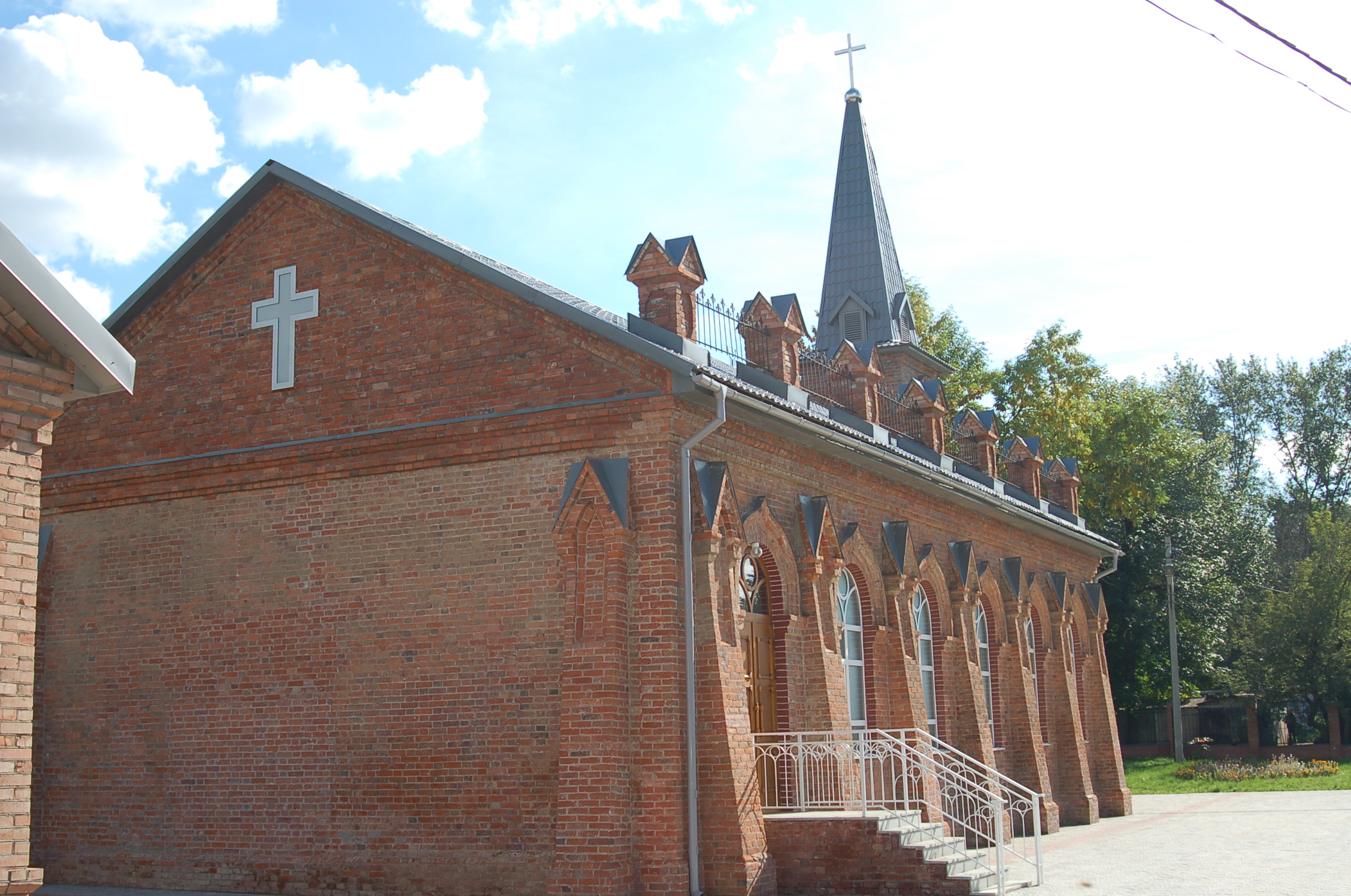
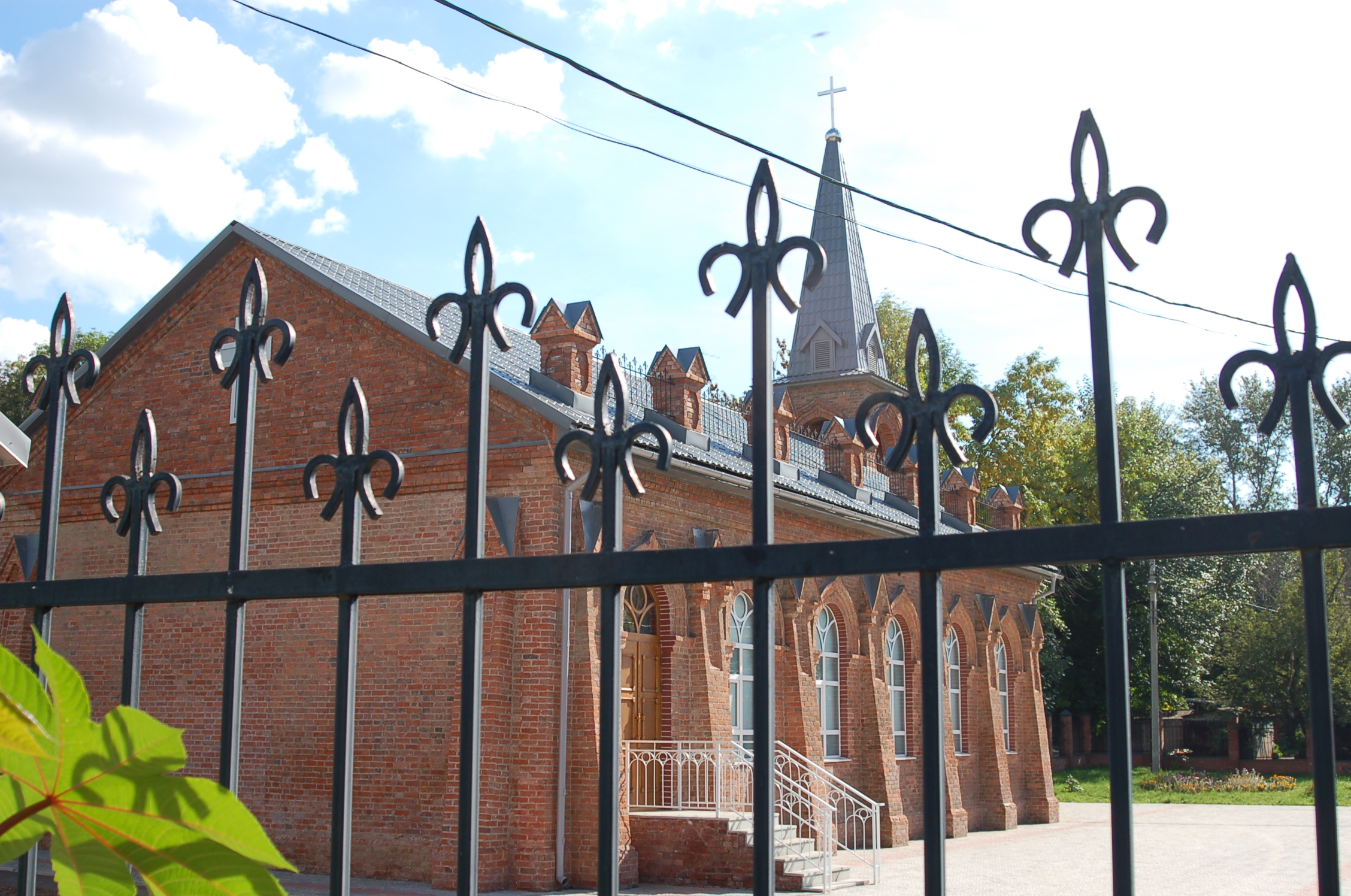